# Оператор відставання
В аналізі часових рядів, оператор відставання (L, від англ. lag operator) або оператор зворотного зсуву (B, від англ. backshift operator) діє на елемент часового ряду видає попередній елемент. Наприклад, для даного часового ряду
{\displaystyle X=\{X_{1},X_{2},\dots \}\,}
тоді
{\displaystyle \,LX_{t}=X_{t-1}} для всіх {\displaystyle \;t>1\,}
чи так само: {\displaystyle \,BX_{t}=X_{t-1}} для всіх {\displaystyle \;t>1\,}
або еквівалентно
{\displaystyle \,X_{t}=LX_{t+1}} для всіх {\displaystyle \;t\geqslant 1\,}
де L є оператор відставання. Іноді використовують символ B для зворотнього зсуву. Зверніть увагу, що оператор відставання можна піднести до довільного цілого степеня, наприклад
{\displaystyle \,L^{-1}X_{t}=X_{t+1}}
і
{\displaystyle \,L^{k}X_{t}=X_{t-k}.}

## Відставальні поліноми
Можна також використовувати поліноми з оператором відставання, це звичне позначення для АРКС (авторегресія ковзного середнього) моделей. Наприклад,
{\displaystyle \varepsilon _{t}=X_{t}-\sum _{i=1}^{p}\varphi _{i}X_{t-i}=\left(1-\sum _{i=1}^{p}\varphi _{i}L^{i}\right)X_{t}\,}
визначає АР(р) модель.
Поліном операторів відставання називається поліномом відставання, тож, наприклад, АРКС модель можна коротко подати як
{\displaystyle \varphi (L)X_{t}=\theta (L)\varepsilon _{t}\,}
де {\displaystyle \varphi (L)} і {\displaystyle \theta (L)}
{\displaystyle \varphi (L)=1-\sum _{i=1}^{p}\varphi _{i}L^{i}\,}
і
{\displaystyle \theta (L)=1+\sum _{i=1}^{q}\theta _{i}L^{i}.\,}
Многочлени операторів відставання мають подібні  до чисел і поліномів змінних правила множення і ділення. Наприклад,
{\displaystyle X_{t}={\frac {\theta (L)}{\varphi (L)}}\varepsilon _{t},}
означає те ж саме, що
{\displaystyle \varphi (L)X_{t}=\theta (L)\varepsilon _{t}\,.}
Як і у випадку многочленів від змінних, поліном оператора відставання можна розділити на інший, використовуючи поліноміальне ділення в стовпчик. Загалом, ділення одного такого многочлена на інший, коли обидва мають скінченний порядок (найвищий показник), дає  поліном нескінченного порядку.
Оператор анігіляції (анігілятор), що позначається {\displaystyle [\ ]_{+}}, видаляє записи полінома з негативним показником (майбутні значення).
Зверніть увагу, що {\displaystyle \varphi \left(1\right)} позначає суму коефіцієнтів:
{\displaystyle \varphi \left(1\right)=1-\sum _{i=1}^{p}\varphi _{i}}

## Оператор різниць
В аналізі часових рядів, оператор першої різниці:{\displaystyle \nabla }
{\displaystyle {\begin{array}{lcr}\nabla X_{t}&=X_{t}-X_{t-1}\\\nabla X_{t}&=(1-L)X_{t}~.\end{array}}}
Аналогічно, оператор другої різниці працює наступним чином:
{\displaystyle {\begin{aligned}\nabla (\nabla X_{t})&=\nabla X_{t}-\nabla X_{t-1}\\\nabla ^{2}X_{t}&=(1-L)\nabla X_{t}\\\nabla ^{2}X_{t}&=(1-L)(1-L)X_{t}\\\nabla ^{2}X_{t}&=(1-L)^{2}X_{t}~.\end{aligned}}}
Цей підхід узагальнено на i-го різницевого оператора {\displaystyle \nabla ^{i}X_{t}=(1-L)^{i}X_{t}\ .}

## Умовне математичне очікування
Зазвичай в стохастичних процесах важливим є очікуване значення змінної, враховуючи попередній набір інформації. Нехай {\displaystyle \Omega _{t}} — вся інформація, загальновідома на момент часу t (xfcnj це позначають нижнім індексом оператора математичного очікування); тоді математичне очікування реалізації X, j кроків в майбутньому, можна еквівалентно замінити наступним:
{\displaystyle E[X_{t+j}|\Omega _{t}]=E_{t}[X_{t+j}]\,.}
З таким залежним від часу умовним маточікуванням, з'являється необхідність розрізняти оператор зворотного зсуву (B), що тільки коригує дату прогнозування змінної й оператора відставання (L), який однаково змінює дату прогнозування змінної та множину відомостей (інформацію):
{\displaystyle L^{n}E_{t}[X_{t+j}]=E_{t-n}[X_{t+j-n}]\,,}
{\displaystyle B^{n}E_{t}[X_{t+j}]=E_{t}[X_{t+j-n}]\,.}